# Wenzel I. (Sachsen-Wittenberg)

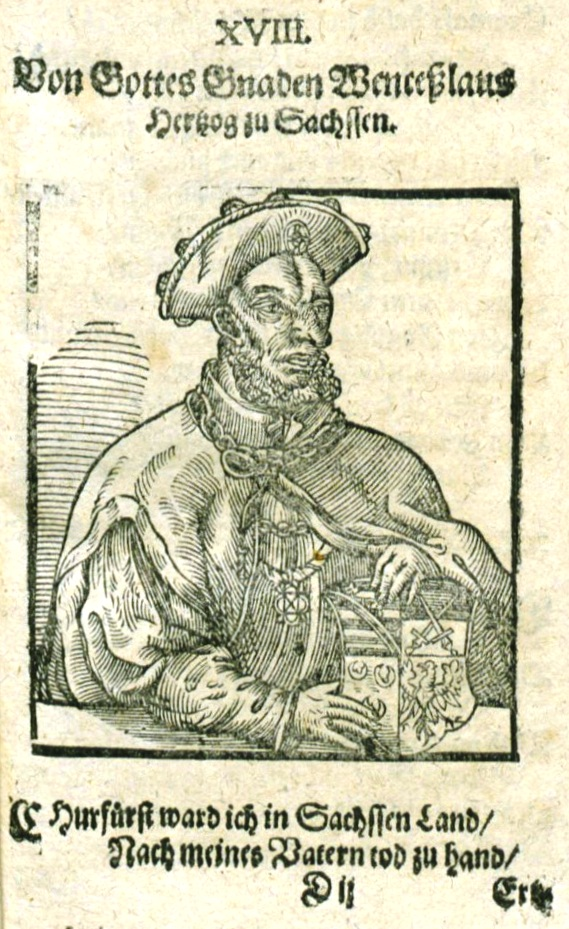
Bildnis Wenzel I.
nach Johann Agricola 1562

Wenzel I. (* um 1337; † 15. Mai 1388 in Calenberger Neustadt) war Herzog von Sachsen-Wittenberg, Fürst von Lüneburg sowie Kurfürst des Heiligen Römischen Reiches. Er stammte aus dem Geschlecht der Askanier und regierte von 1370 bis 1388.

## Leben
Er war der jüngste Sohn von Rudolf I. von Sachsen-Wittenberg und dessen dritter Gemahlin Agnes von Lindow. Beim Tod seines Vaters 1356, erbte sein älterer Halbbruder Rudolf II. dessen Titel und Ländereien. Als Rudolf II. 1370 starb, ohne einen männlichen Nachkommen zu hinterlassen, wurde schließlich Wenzel sein Nachfolger.
Er schloss Landfriedensbünde mit Anhalt, Magdeburg und Meißen.
Kaiser Karl IV. hatte ihm zudem Anfang 1370, gemeinsam mit seinem Neffen Albrecht von Sachsen-Wittenberg († 1385), das Fürstentum Lüneburg verliehen. Albrecht war der Sohn seines Halbbruders Otto († 1350) und war mütterlicherseits Enkel des Ende 1369 verstorbenen Wilhelm II. von Braunschweig-Lüneburg. Das Fürstentum Lüneburg wurde den beiden jedoch von Magnus II. von Braunschweig-Wolfenbüttel, einem Neffen dritten Grades Wilhelms II., streitig gemacht, der das Fürstentum ihn Besitz nahm, woraufhin sich ab 1351 der Lüneburger Erbfolgekrieg entfaltete. In den militärischen Auseinandersetzungen in den folgenden Jahren konnten weder die Braunschweiger noch die Sachsen-Wittenberger ihre Ansprüche durchsetzen, und erst der Frieden von Hannover 1373 beendete, zumindest vorerst den Krieg. Demnach sollten sich die Braunschweiger und die Wittenberger in der Regentschaft abwechseln. Dieser Vertrag wurde noch zusätzlich durch die Heirat der beiden ältesten Söhne des bereits 1373 verstorbenen Magnus, Friedrich und Bernhard I., mit den beiden Töchtern Wenzels sowie die Heirat von Magnus’ Witwe mit Albrecht abgesichert.

Wappen Kursachsens

Wenzel I. nahm 1376 als Kurfürst an der Wahl und Krönung Wenzels des Faulen zum deutschen König teil. Zu dieser Gelegenheit kam es zu Zwistigkeiten mit Wenzel, Herzog von Luxemburg und Brabant, einem Onkel jenes Königs, der ihm als Herzog von Brabant das Recht streitig machte, dem Kaiser das Reichsschwert vorantragen zu dürfen. Dieses mag der Anlass gewesen sein, dass Wenzel die Kurschwerter des Erzmarschalls in das Wappen seines Geschlechtes aufnahm. In Reichsangelegenheiten war er wiederholt auf Seiten des Kaisers aktiv, beispielsweise 1377 in der Altmark.
Im Frühjahr 1388 brach der Lüneburger Erbfolgekrieg erneut aus, als der der jüngere Bruder von Friedrich und Bernhard, Heinrich, den bewaffneten Kampf um Lüneburg wieder aufnahm. Während Wenzel seinen Gegner in dessen Residenz in Celle belagerte, erkrankte er plötzlich schwer und starb kurz darauf am 15. Mai 1388 in der Neustadt von Hannover. Bereits seine Zeitgenossen vermuteten die Verabreichung von Gift als Todesursache. Er wurde in der Michaelskirche in Lüneburg begraben.
In Sachsen-Wittenberg folgte ihm sein ältester Sohn Rudolf III., das Fürstentum Lüneburg wurde 1389 in einem Erbverbrüderungsvertrag endgültig seinen Schwiegersöhnen Bernhard und Heinrich und deren Erben zugesprochen.
In älterer Literatur wurde sein Todesdatum auch mit dem 18. August 1402 angegeben, was jedoch auf einer Gräberverwechslung beruht.

## Nachkommen
Am 23. Januar 1376 heiratete Wenzel Cäcilia von Carrara, Tochter von Franz von Carrara (* 29. September 1325 in Padua; † 6. Oktober 1393 in Monza) Graf von Padua.
Sie hatten folgende Kinder:
- Rudolf III. Kurfürst und Herzog von Sachsen-Wittenberg
- Wenzel († 1402)
- Erich († als Kind)
- Anna († 1426) ⚭ Friedrich von Braunschweig-Lüneburg
- Albrecht III. († 1422) Kurfürst und Herzog von Sachsen-Wittenberg
- Margarete von Sachsen ⚭ Bernhard von Braunschweig-Lüneburg